# Leucostrophus
Leucostrophus är ett släkte av fjärilar. Leucostrophus ingår i familjen svärmare.
Kladogram enligt Catalogue of Life:
| Leucostrophus | \| \| Leucostrophus commasiae \| \| \| \| \| \| Leucostrophus hirundo \| \| \| \| |
|               | \| \| Leucostrophus commasiae \| \| \| \| \| \| Leucostrophus hirundo \| \| \| \| |
|               | Leucostrophus commasiae                                                           |
|               |                                                                                   |
|               | Leucostrophus hirundo                                                             |
|               |                                                                                   |